# Ron Gallo
Ron Gallo es un cantante y compositor estadounidense. Tras liderar varias bandas en Filadelfia, inició en 2014 su carrera en solitario.  Estilísticamente, Gallo se enmarca dentro del art rock y el garage punk. Durante sus actuaciones en directo es acompañado por el bajista Joe Bisirri y el batería Dylan Sevey.

## Biografía
El 15 de diciembre de 2016, la emisora de radio estadounidense NPR estrenó el vídeo del sencillo "Please Yourself", previo al lanzamiento del álbum debut de Gallo, Heavy Meta, grabado durante una actuación improvisada en el centro de Nashville. Heavy Meta fue publicado el 4 de febrero de 2017 por New West Records. Posteriormente inició una gira promocional a nivel nacional e internacional, compartiendo escenario con bandas como White Reaper, Twin Peaks, Thee Oh Sees, The Black Angels, The Gories, FIDLAR y Hurray for the Riff Raff entre otros. Gallo también recibió cobertura de medios nacionales como The Fader y participó en festivales como Coachella, Bonnaroo, Austin City Limits Music Festival, SXSW, y Governors Ball Music Festival.
El 16 de enero de 2018 publicó el EP, Really Nice Guys, con el sello New West Records. Con este trabajo, Gallo, exploró desde un punto de vista humorístico su experiencia en la industria musical, abarcando un amplio abanico de géneros musicales, desde el punk hasta el pop psicodélico. El EP también incluye una parodia titulada "The East Nashville Kroger Conversation" con Gallo y sus dos dos compañeros de banda pretendiendo encontrarse en una tienda de comestibles en Nashville. El día del lanzamiento, la banda filmó un falso documental con el mismo título, dirigido por Christian Gentry, siguiendo a Gallo mientras atraviesa una crisis de identidad, así como a su banda por la ciudad mientras realizan una serie de presentaciones sin éxito para su sello discográfico.
El 5 de octubre de 2018, Gallo presentó su segundo álbum “Stardust Birthday Party”. Este disco supuso un ligero cambio de sonido respecto a sus anteriores trabajos, explorando géneros como el post-punk y el new wave. El sitio web 7th Level Music clasificó el álbum como “Zen Punk” 
The Guardian lo describió como “Stardust Birthday Party es fruto de la meditación de las sesiones jam de Gallo, un poco como Bodhisattva Vow marcó la influencia del budismo en the Beastie Boys.”
Los días 14 y 15 de marzo de 2020, Gallo realizó dos actuaciones junto a su nueva banda desde su casa a través de Instagram live como respuesta a la cancelación, debido a la pandemia de Coronavirus, de su concierto en el Melted festival de Columbus. La actuación sirvió para alentar a la gente a quedarse en casa y fue una de las primeras de este tipo durante el confinamiento.
Debido al éxito de las actuaciones en vivo a través de internet, Gallo lanzó Really Nice Fest el 18 de marzo de 2020, un festival que se mantuvo durante todo el periodo de cuarentena del Coronavirus.
El 10 de junio de 2020, Gallo publicó un nuevo sencillo "You Are Enough", con un significativo cambio de estilo cercano al pop e influencias del R&B y el Hip-Hop de los años 90. Posteriormente publicó otros tres sencillos, "Hide (Myself behind you)", "Wunday (Crazy after dark)", "Easter Island" y anunció el lanzamiento de un nuevo álbum, Peacemeal, que fue publicado el 12 de marzo de 2021.

## Discografía
Ron Gallo
- RONNY (2014)
- HEAVY META (2017)
- Really Nice Guys (2018)
- Stardust Birthday Party (2018)
- Hide Myself Behind You (Single, 2020)
- PEACEMEAL (2021)